# Záluží (okres Beroun)
Záluží (německy Salusch) je obec v okrese Beroun ve Středočeském kraji, asi 3 km západně od Hořovic. Žije zde 504 obyvatel.

## Historie
První písemná zmínka o obci pochází z roku 1331.

## Obyvatelstvo
| Rok            | 1869 | 1880 | 1890 | 1900 | 1910 | 1921 | 1930 | 1950 | 1961 | 1970 | 1980 | 1991 | 2001 | 2011 | 2021 |
| -------------- | ---- | ---- | ---- | ---- | ---- | ---- | ---- | ---- | ---- | ---- | ---- | ---- | ---- | ---- | ---- |
| Počet obyvatel | 518  | 501  | 516  | 544  | 550  | 526  | 509  | 469  | 496  | 468  | 479  | 438  | 460  | 481  | 494  |
| Počet domů     | 72   | 76   | 77   | 86   | 91   | 101  | 115  | 121  | 115  | 116  | 121  | 140  | 146  | 151  | 159  |

## Obecní správa

### Části obce
- Záluží (k. ú. Záluží u Hořovic)

Sousedními obcemi sídla jsou Újezd, Tlustice, Osek, Žebrák, Drozdov a Cerhovice.

### Územněsprávní začlenění
Dějiny územněsprávního začleňování zahrnují období od roku 1850 do současnosti. V chronologickém přehledu je uvedena územně administrativní příslušnost obce v roce, kdy ke změně došlo:
- 1850 země česká, kraj Praha, politický i soudní okres Hořovice[6]
- 1855 země česká, kraj Praha, soudní okres Hořovice
- 1868 země česká, politický i soudní okres Hořovice
- 1869 země česká, politický i soudní okres Hořovice, obec Újezd[7]
- 1880 země česká, politický i soudní okres Hořovice[7]
- 1939 země česká, Oberlandrat Plzeň, politický i soudní okres Hořovice[8]
- 1942 země česká, Oberlandrat Praha, politický okres Beroun, soudní okres Hořovice[9]
- 1945 země česká, správní i soudní okres Hořovice[10]
- 1949 Pražský kraj, okres Hořovice[11]
- 1960 Středočeský kraj, okres Beroun
- 2003 Středočeský kraj, okres Beroun, obec s rozšířenou působností Hořovice

### Obecní symboly
Znak a vlajka byly obci uděleny rozhodnutím předsedy Poslanecké sněmovny Parlamentu České republiky dne 8. listopadu 2016.

## Společnost

### Rok 1932
Ve vsi Záluží (526 obyvatel) byly v roce 1932 evidovány tyto živnosti a obchody: výroba cementového zboží, 2 hostince, kovář, 2 půjčovny mlátiček, obuvník, pekař, řezník, 3 obchody se smíšeným zbožím, Spořitelní a záložní spolek pro Záluží, trafika, zahradnictví.

## Osobnosti
- Josef Matějka (1879–1909), spisovatel
- Matěj Opatrný (1860–1891), filosof
- Jan Štefan (1914–1990), pilot RAF

## Doprava

### Dopravní síť
Obcí vede silnice II/114 Cerhovice – Hořovice – Hostomice – Dobříš – Nový Knín – Neveklov – Jírovice. Do obce dále vedou silnice III. třídy. Územím obce vede dálnice D5. Železniční trať ani stanice či zastávka na území obce nejsou.

### Autobusová doprava 2024
Autobusovou dopravu v obci Záluží zajišťuje společnost Arriva Střední Čechy. Obec je součástí Pražské integrované dopravy (PID). V obci se nacházejí zastávky Záluží,transformátor, Záluží,u kovárny a Záluží,V Brance. Obec obsluhují autobusové linky 548 a 643. Linka 548 propojuje Praskolesy s Tihavou, Hořovicemi, Tlusticí, Zálužím, Cerhovicemi, Drozdovem, Týčkem a Zbirohem. Linka 643 propojuje Křešín, Felbabku, Podluhy, Hořovice, Záluží, Újezd, Cerhovice a Třenice.